# Henri-Robert Petit
Ne doit pas être confondu avec Henri Romans-Petit, chef des Maquis de l'Ain et du Haut-Jura.
Ne doit pas être confondu avec Henri Petit, écrivain, philosophe, journaliste radio et ancien résistant.
Pour les articles homonymes, voir Petit.
Henri-Robert Petit (né le 4 mai 1899 et mort le 5 avril 1985) est un journaliste, collaborateur et militant nationaliste français.

## Biographie
Auteur de plusieurs ouvrages antisémites et antimaçonniques, collaborateur d'Henry Coston, Henry-Robert Petit fut candidat « anti-juif » aux élections de 1936. Il rompt ensuite avec Coston, qui l'accuse d'avoir mal géré ses archives et de lui avoir volé de l'argent. L'année suivante, il est secrétaire général du  Rassemblement antijuif de France de Louis Darquier de Pellepoix. Ses écrits ont eu une influence sur Louis-Ferdinand Céline qui le tenait en grande estime aux côtés d'autres auteurs nationalistes,. Le romancier entretenait avec lui une correspondance, dans laquelle il faisait part de ses choix d'écritures.
Dans les années 1930, Petit est Président du Centre de Documentation et de Propagande, situé au 2 rue Troyon 75017. 
En 1939, Petit se rend en Allemagne pour travailler pour le Centre mondial de propagande antisémite et, en 1940, devient rédacteur en chef du journal collaborationniste Au Pilori, mais en est rapidement évincé par une nouvelle équipe. Peu apprécié dans le milieu de la Collaboration, il travaille directement pour les services de propagande nazis. Il quitte la France en août 1944 pour l'Allemagne où ses deux fils travaillent comme enrôlés volontaires.
Condamné par contumace à 20 ans de réclusion et à la dégradation nationale le 18 novembre 1947, il vit dans la clandestinité à Belleville et Meudon. Amnistié en 1959, il publie ensuite une revue d'astrologie, puis collabore à la Fédération d'action nationaliste et européenne (FANE), parti néo-nazi français de Mark Fredriksen créé en 1966 et interdit en 1980. Petit était également responsable du syndicat national de la presse indépendante ; il a été condamné à plusieurs reprises pour incitation à la haine raciale. Il meurt en 1985.

## Ouvrages
- Les Juifs au pouvoir, Édité en 1936 (réédité en 1938) par le Centre de Documentation et de Propagande. Traduit en roumain, polonais et espagnol
- La Dictature des loges, éditeur Baudinière
- Le Drame maçonnique
- Alexandre de Yougoslavie, victime d'une conjuration maçonnique
- L'Invasion juive
- Le Règne des juifs